# Hollister
Hollister je správní a největší město okresu San Benito v Kalifornii v USA. Počet obyvatel byl při sčítání lidu v roce 2020 41 678. Jedná se o převážně zemědělské město. Bylo založeno v roce 1868 a procházím jím silnice California State Route 156.